# William Gore Ouseley
 (décembre 2024).
William Gore Ouseley, né le 26 juillet 1797 à Londres, mort le 6 mars 1866 dans la même ville, est un diplomate, essayiste abolitionniste et peintre britannique. Il a rempli plusieurs missions en Amérique latine et publié des albums illustrés ainsi qu'un commentaire de littérature médiévale. 

## Origines et début de carrière
William Gore Ouseley est le fils de l'orientaliste William Ouseley et de sa femme Julia Frances Irving. Fils et neveu de diplomates (son père et oncle Gore Ouseley avaient été ambassadeurs en Iran), il fait carrière au Foreign Office. De 1825 à 1832, il est attaché d'ambassade aux États-Unis où il épouse Marcia Van Ness (1807–1881), fille de Cornelius P. Van Ness (en), gouverneur du Vermont et figure importante de la diplomatie américaine. 

## Missions en Amérique latine

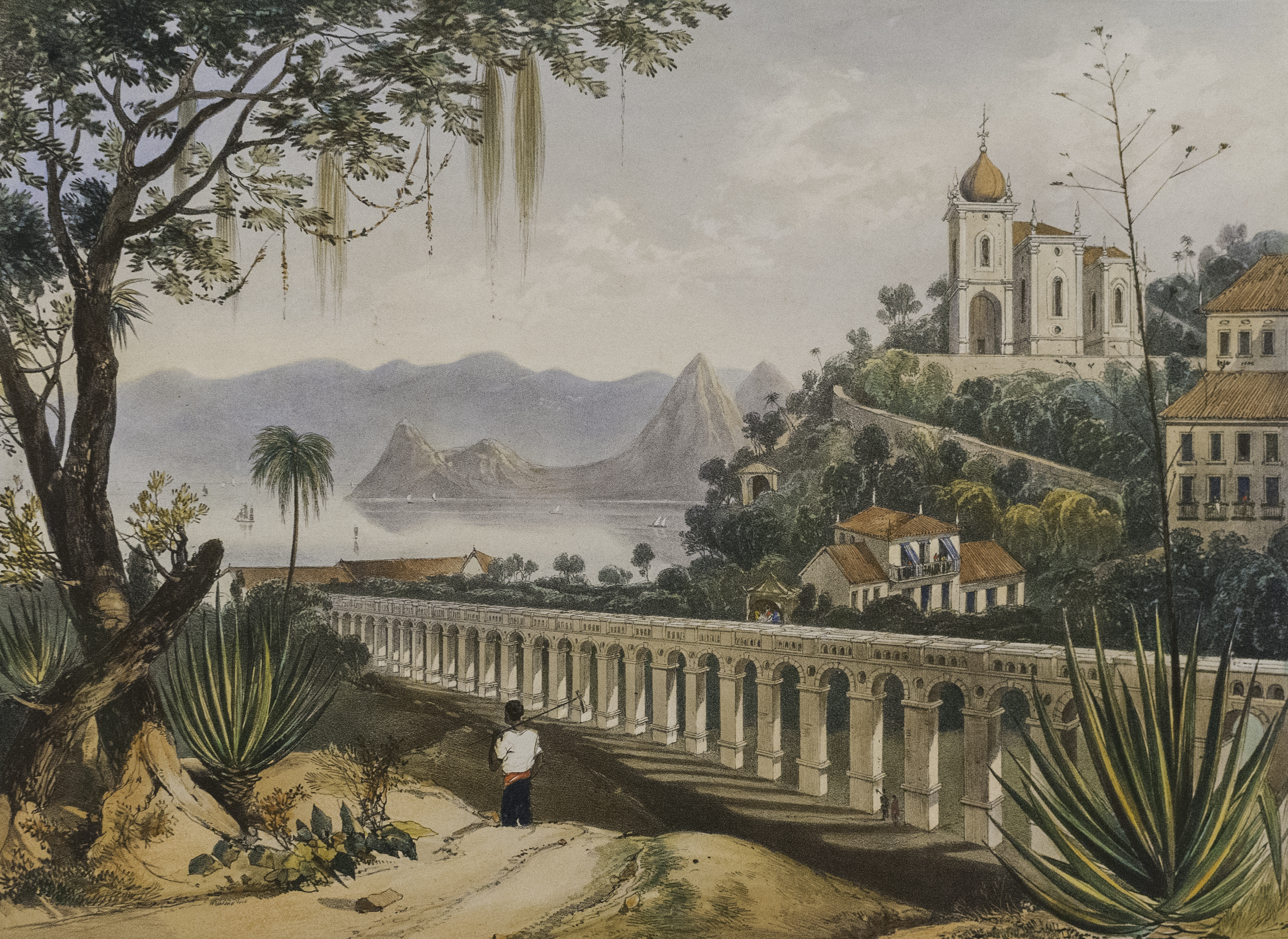
Église Nossa Señora da Cloria et aqueduc à São Paulo, Brésil, lithographie d'après W.G. Ouseley, v. 1850.

En 1832, William Gore est nommé à Rio de Janeiro, capitale de l'empire du Brésil. En 1846, il est un des deux commissaires, avec le Français Antoine-Louis Deffaudis, envoyés pour régulariser les relations entre la Confédération argentine, alors en pleine guerre civile, et les puissances européennes. Le blocus anglo-français du Río de la Plata, destiné à préserver l'indépendance de l'Uruguay et garantir les intérêts commerciaux des Européens contre la politique du dictateur Juan Manuel de Rosas, ne prendra fin qu'en 1850. La même année, William Gore publie ses Notes sur le commerce des esclaves, avec des remarques sur les mesures adoptées en vue de sa suppression (Notes on the Slave Trade‚ with Remarks on the Measures Adopted for its Suppression) pour préconiser le maintien du droit de visite établi par le congrès de Vienne en 1815 en vue d'interdire la traite esclavagiste d'Afrique vers les Amériques.
En octobre 1858, William Gore Ouseley est envoyé à San José au Costa Rica à bord du HMS Valorous (en), frégate à vapeur de 16 canons, pour régler des différends frontaliers entre le Honduras, le Nicaragua et la côte des Mosquitos (actuel Belize), colonie britannique. En 1859, il conclut un traité avantageux pour les intérêts britanniques mais, avant la signature, repart en Angleterre pour raisons de santé : cependant, il doit aussitôt retourner en Amérique du Sud car son fils unique, William Charles Ouseley, vient de mourir à Asunción, au Paraguay, d'une surdose d'opium.

## Publications
William Gore Ouseley publie en 1819 un commentaire sur la légende anglaise de Dick Whittington, riche marchand, lord-maire de Londres entre 1397 et 1406, qui passait pour avoir fait fortune grâce à un chat bienfaisant. William Gore Ouseley relève la similitude entre cette légende et un conte persan du Tarik al-Wasaf où le fils d'une pauvre veuve de Siraf (en) arrive sur une île de l'Inde : là, son chat, sa seule possession, extermine les souris qui infestaient le palais royal, ce qui lui attire de riches récompenses.
En 1852, William Gore Ouseley publie deux albums illustrés par ses peintures du Brésil et de l'Argentine.
- Remarks on the statistics and political institutions of the United States‚ with some observations on the ecclesiastical system of America‚ her sources of revenue, 1832
- Mission de M. Ouseley et du Baron Deffandis a Rio de la Plata, suivi de la réfutation de la note collective par Sir William Gore OUSELEY et Antoine Louis Baron DEFFAUDIS, Plon, Paris, 1846
- Notes on the Slave Trade‚ with Remarks on the Measures Adopted for its Suppression, 1850
- A description of views in South America‚ from original drawings made in Brazil‚ the River Plate‚ the Parana, 1852
- Views in South America, from original drawings made in Brazil, the River Plate, the Paraná, etc., 1852